# 日高郵便局
日高郵便局
- 埼玉県日高市にある郵便局。本記事にて記述する。
- 茨城県日立市にある郵便局。局番号は06184。
- 高知県高岡郡日高村にある郵便局。局番号は64025。
- 北海道沙流郡日高町にある郵便局。局番号は90165。

日高郵便局（ひだかゆうびんきょく）は埼玉県日高市にある郵便局。民営化前の分類では集配普通郵便局であった。

## 概要
住所：〒350-1299 埼玉県日高市鹿山276-1

## 沿革
- 1879年（明治12年）12月1日 - 高萩郵便局（五等）として開設[1]。この時に建てられた木造の局舎は現存する（武蔵高萩駅近く、旧・日光脇往還高萩宿内。内部は公開されていない）。
- 1885年（明治18年）10月1日 - 貯金取扱を開始。
- 1893年（明治26年）4月1日 - 為替取扱を開始。
- 1958年（昭和33年）4月1日 - 日高郵便局に改称[2]。
- 1967年（昭和42年）2月21日 - 大家郵便局[3]から和文電報配達業務の一部[4]を移管。
- 1969年（昭和44年）11月30日 - 電話交換業務を飯能電報電話局に移管。
- 1978年（昭和53年）11月27日 - 入間郡日高町高萩から同町鹿山に移転。
- 1982年（昭和57年）9月1日 - 和文電報配達業務を飯能電報電話局に移管。
- 1983年（昭和58年）8月1日 - 特定郵便局から普通郵便局に局種別改定。
- 2000年（平成12年）8月14日 - 外国通貨の両替および旅行小切手の売買に関する業務取扱を開始。
- 2007年（平成19年）10月1日 - 民営化に伴い、併設された郵便事業日高支店に一部業務を移管。局舎は郵便事業株式会社の所有であった。
- 2012年（平成24年）10月1日 - 日本郵便株式会社発足に伴い、郵便事業日高支店を日高郵便局に統合。

## 取扱内容
- 郵便、印紙、ゆうパック、内容証明
- 貯金、為替、振替、振込、国際送金、国債、投資信託
- 生命保険、バイク自賠責保険、自動車保険
- ゆうちょ銀行ATM
- 日高市内の集配業務
- ゆうゆう窓口

## 周辺
- 日高市中央公民館
- 日高市立図書館
- 埼玉女子短期大学

## アクセス
- 東日本旅客鉄道川越線・八高線 高麗川駅から徒歩約16分
- イーグルバス 県営鹿山団地停留所もしくは原宿停留所下車
- 首都圏中央連絡自動車道 狭山日高ICから北西へ、もしくは圏央鶴ヶ島ICから南西へそれぞれ約5.5km
- 埼玉県道15号川越日高線沿い
- 駐車場あり：12台